# 莊綬甲
莊绶甲（1774年—1828年），字卿珊。江苏武进人。
莊存與之孙。早年受業於莊述祖，讀通《公羊春秋》、《周官》，尤精於《尚书》。為常州学派重要人物。著《尚書考異》三卷，《释书名》一卷等。